# 2001 en France
Chronologie de la France
- 1997
- 1998
- 1999
- 2000
- 2001
- 2002
- 2003
- 2004
- 2005

Cette page présente les faits marquants de l'année 2001 en France.

## Événements
L'année 2001 est profondément marquée en France par les conséquences des évènements qui se sont produits le 11 septembre aux États-Unis. À partir du 11 septembre, c'est la question du terrorisme et de l'insécurité qui prédomine dans les médias. Quelques jours plus tard, le 21 septembre, l'explosion de l'usine AZF à Toulouse constitue un nouveau traumastiem.
Dans ce contexte, la loi sur la présomption d'innocence est vivement critiquée par certains syndicats de policiers. D'importantes manifestations de policiers ont lieu au mois de novembre. Bien que ce soit interdit par la loi de par leur statut de militaires, les gendarmes se joignent à ces manifestations. Devant cette situation inédite, le gouvernement de Lionel Jospin sera contraint d'amender son projet.
L'association Ingénieurs et scientifiques de France publie une charte d'éthique de l'ingénieur.

## Chronologie

### Janvier
- 11 janvier : grève des infirmiers anesthésistes, entraînant un mouvement suivi par tous les infirmiers spécialisés et plusieurs manifestations (notamment les 30 janvier et 6 février), puis extension du mouvement à tous les infirmiers publics, cadres infirmiers et étudiants.

- 25 janvier : création d'Alliance royale, parti politique royaliste français.

### Février
- 8 février : le président Jacques Chirac se prononce contre la légalisation du clonage thérapeutique.
- 19 février :
  - mort de Charles Trenet (87 ans), à l'hôpital Henri-Mondor à Créteil. Chanteur populaire surnommé « le fou chantant », il connut un grand succès grâce à ses chansons comme Fleur bleue, Y'a d'la joie, Je chante, Douce France, Nationale 7 et surtout La Mer. Il a écrit plus de mille chansons. Son dernier concert avait eu lieu à la Salle Pleyel à Paris en 1999.
  - loi sur l'épargne salariale.

### Mars
- 11 et 18 mars : élections municipales. La droite conquiert de nombreuses villes (Aix-en-Provence, Beauvais, Blois, Chartres, Châteauroux, Dieppe, Montauban, Montluçon, Nîmes, Orléans, Quimper, Rouen, Saint-Brieuc, Sète, Strasbourg, Tarbes, etc.) mais perd Paris, Lyon et Dijon.

### Avril
- 4 avril : le juge Éric Halphen convoque le président Jacques Chirac en qualité de témoin dans l’affaire des HLM de Paris.
- 26 avril : première de l'émission de téléréalité, Loft Story sur M6.
- Grosses inondations dans la vallée de la Somme, conséquence de plusieurs mois de pluviosité exceptionnelle. La région d'Abbeville est sinistrée.
- Danone annonce un plan de restructuration qui entraine la fermeture des deux usines LU et un plan de licenciement dans l'usine de biscuit pourtant bénéficiaire.

### Mai
- 9 mai : promulgation de la loi sur l'égalité professionnelle entre les hommes et les femmes
- 10 mai : vote de la loi Taubira reconnaissant l’esclavage comme crime contre l'humanité.
- 15 mai : 
  - publication de la loi sur les nouvelles régulations économiques (NRE) au Journal Officiel (Responsabilité sociétale des entreprises).
  - loi sur les élections législatives : renversement du calendrier électoral intervenant après les élections présidentielles.
- 30 mai : instauration de la prime pour l'emploi.

### Juin
- 12 juin : augmentation des sanctions pénales à l'encontre des sectes.
- 25 juin : fin du procès de l'Ordre du Temple solaire, le tribunal prononce la relaxe de Michel Tabachnik.
- 27 juin : fin de la conscription. L'armée française est désormais entièrement professionnelle.

### Juillet
- 4 juillet : le délai de l'interruption volontaire de grossesse est porté à 12 semaines.
- 10 juillet : le parlement ratifie le traité de Nice.
- 14 juillet : dans son allocution télévisée, le Président Jacques Chirac déclare ressentir une montée de l'insécurité. Ce thème dominera la campagne électorale de 2002.
- 20 juillet : création de l'allocation personnalisée d'autonomie pour personnes âgées.

### Août
- 1er août : loi organique réformant l'organisation des lois de finances.

### Septembre
- 4 septembre : la Chambre d’instruction de la Cour d’appel de Paris annule la saisie de la vidéo-cassette de Jean-Claude Méry par le juge Halphen qui est dessaisi du dossier.
- 6 septembre : à Castellane (Alpes-de-Haute-Provence), la préfecture fait dynamiter la statue de 33 mètres de haut à l'effigie de Gilbert Bourdin, qui avait dirigé le mouvement du Mandarom jusqu’à son décès en 1998.
- 7 septembre: la société Moulinex dépose son bilan. Une partie de l'entreprise est reprise par le groupe SEB.
- 18 septembre : le Président Jacques Chirac est le premier chef d’État à se rendre aux États-Unis après les attentats du 11 septembre 2001.
- 21 septembre : la ville de Toulouse est victime de l’explosion de l’usine AZF qui fait 30 morts et environ 2 500 blessés, ainsi que des dégâts matériels considérables.

### Octobre
- 5 octobre : un arrêt de la Cour de cassation précise que les poursuites contre le président Jacques Chirac « ne peuvent être exercées durant la durée du mandat présidentiel », mais que, durant cette période, « la prescription de l’action publique est suspendue ».
- 6 octobre : premier match de football entre la France et l’Algérie. La Marseillaise est sifflée. Le match est interrompu à un quart d'heure de la fin à la suite de l'envahissement du terrain par une partie du public.

### Novembre
- 15 novembre : loi renforçant les effectifs policiers en zone urbaine difficile.
- 16 novembre : loi luttant contre les discriminations.

### Décembre
- Décembre : grève des infirmières libérales pour la revalorisation du paiement des actes et déplacements, qui sont toujours au tarif de 1992.
- 3 décembre : loi augmentant les droits du conjoint survivant.
- 17 décembre : vente de kits de pièces en euros utilisables à partir du 1er janvier 2002.
- 26 décembre : début de plusieurs jours de violences urbaines à Vitry-sur-Seine (Val-de-Marne) après la mort de Djelloul Belhaouas, 21 ans, abattu par la brigade anticriminalité alors qu'il venait de braquer avec un complice une agence de la BNP à Neuilly-sur-Marne (Seine-Saint-Denis). La police affirme avoir agi en état de légitime défense mais, à Vitry-sur-Seine où résidait le jeune homme, sa famille a mis en doute cette thèse. « C'est une bavure », déclarait hier la mère de Djelloul dans le Journal du dimanche[1],[2],[3].
- 28 décembre : loi de finance rectificative sur la prime pour l'emploi et les crédits de fonctionnement de l’État.

## Culture

### Littérature
- Première publication de la revue Droit et Société.

### Cinéma

#### Films français sortis en 2001
- Le Fabuleux Destin d'Amélie Poulain

#### Prix et récompenses
- César du meilleur film : Le Goût des autres, d'Agnès Jaoui
- Prix Jean-Vigo : ex æquo : Candidature, d'Emmanuel Bourdieu et Ce vieux rêve qui bouge, d'Alain Guiraudie

## Économie
- Le taux de chômage baisse à 7,8 % de la population active, un plus bas depuis 1983.
- La baisse de la croissance provoque un retour à la hausse du déficit public (-3,2 % du PIB).

## Naissances en 2001
- 16 janvier : Kenza Fortas (Actrice).
- 2 octobre : Michou (Vidéaste).
- 24 octobre : Adèle Castillon (Vidéaste et chanteuse).
- 30 décembre : Paul Kircher (Acteur).